# Rudolf Steiner (football)
Pour les articles homonymes, voir Steiner et Rudolf Steiner.
Rudolf Steiner, aussi appelé Steiner II (né le 24 janvier 1907 à Temesvár et mort le 12 novembre 1996), était un joueur international de football roumain.

## Biographie
On l'appelait Steiner II, pour le différencier de son frère Adalbert Steiner, lui aussi footballeur et appelé Steiner I.
Il est un milieu international avec l'équipe de Roumanie pendant la coupe du monde de 1930 en Uruguay, qui tombe dans le groupe du Pérou et de l'Uruguay.
En club, on sait peu de choses sur sa carrière sauf qu'il jouait dans le club roumain du Chinezul Timișoara pendant le mondial uruguayen.